# Heart of Darkness (videójáték)
A Heart of Darkness egy 1998-ban megjelent videójáték, melyet Amazing Studio fejlesztett, és az Interplay adott ki. A játék Microsoft Windowsra és PlayStationre jelent meg. Még 2001-ben bejelentettek egy Game Boy Advance átiratot, de az sosem készült el. A Heart of Darkness lett volna az első játék, melynek muzsikáját szimfonikus zenekar adja elő, de a több éves késése miatt már felbukkantak más játékok is a piacon komolyzenei aláfestéssel. A játék főszereplője egy általános iskolás fiú, Andy, akinek kutyáját elrabolták a sötét lelkek.

## Játékmenet
A játék kétdimenziós, oldalnézetes platformjáték. Rengeteg elemében hasonlít Éric Chahi korábbi játékára, az Another World-re. Andy képes futni, ugrani, sétálni, mászni, úszni és szaltózni. A játék elején egy lézerfegyvert használ az ellenségek legyőzésére, majd a fegyver pusztulása után nem sokkal képes varázsgömböket lövöldözni egy bűvös erejű kő megérintése után. A játék során vannak olyan helyszínek, ahol Andynek nincs semmilyen önvédelmi eszköze.
A játék lineáris. A játékosnak lényegében át kell jutnia az egyik képernyő végéről a másikra. Ritkán van szükség arra, hogy visszaforduljon.
A Heart o Darkness a brutális elhalálozási módjairól vált ismertté. Habár az ellenségek szinte teljesen rajzfilmszerű halált halnak, Andyt roppant kegyetlen módszerekkel végzik ki. Többek között elevenen felfalhatják, eltörhetik a gerincét, összezúzhatják, valamint hamuvá égethetik. Ezért is érdekes, hogy a játék nem kapott korhatáros besorolást.

## A cselekmény ismertetése
|  | Alább a cselekmény részletei következnek! |

Andy felveszi a harcot az őt támadó árnyékszörnyekkel az amigók falujában.

Egy nap Andy, a sötéttől és agresszív tanárától félő kisfiú, és kutyája, Whisky a parkba mennek. Egy napfogyatkozás után az úgynevezett „sötét lelkek” elrabolják, Andy pedig a nyomukba szegődik. Házilag bakácsolt gépével és lézerfegyverével elhagyja a szülői házat, és egy elhagyatott kanyonba téved, ahol szinte azonnal bele is botlik az árnyékszörnyekbe. Ez a kanyon a Sötétség Szívének egyik helyszíne, a világé, melyet a Sötétség ura irányít, ahol állandó a sötétség és mindenhol árnyékszörnyek élnek.
Andy az árnyékszörnyek ellen vívott csatái után végül eljut a kanyon végére. Fegyvereit azonban elpusztították, így sokáig fegyvertelenül folytatja az útját. Időközben a Sötétség ura rájön arra, hogy tévedésből Andy kutyáját hozták el a fiú helyett, haragját pedig kitölti az egyik árnyékszörnyetegen. Hirtelen megérkezik az a szörny, aki elpusztította Andy fegyverét, és jelenti, hogy a fiú most hagyta el Sötétföldén lehet valahol. Ezután adja ki az utasítást a híveinek, hogy hozzák elé Andyt.
Andy a mocsáron kel át, mikor segít legyőzni egy árnyékszörnyet egy repülő teremtménynek, aki magát Amigónak nevezi. A kissé kelekótya lény elejti Andyt, amikor az egyik árnyékszörny eltalálja egy tűzgolyóval. Andy egy tóba zuhan, ahol megérint egy mágikus erejű követ, így téve szert egy új képességre, melyet fegyverként is használhat, és növényeket növeszthet meg. Andyt később még egyszer megmenti Amigo, aki ezek után el is viszi őt az otthonába, egy fordított gravitációval rendelkező napos égszigetre. Andy elnyeri az amigók megbecsülését, mikor képességével egyetlen almából termésektől duzzadó, óriási almafát csinál. A falu főnöke úgy dönt, hogy elrejtik Andyt itt, de az árnyékszörnyek lerohanják őket. Andy ismét menekülni kényszerül.
Mikor Andy újra találkozik az amigókkal, rájön, hogy amikor szárnyas barátai megérintik Sötétfölde talaját, árnyékszörnyekké vállnak. A fiú elmagyarázza társainak, hogy meg kell érinteniük nekik is a varázskövet, hogy felvehessék a harcot a szörnyekkel, majd háborút indítsanak a Sötétség ura ellen. Amint Andy és társai legyőztek egy kisebb csapat szörnyet, az amigók bejuttatják őt az erődbe. Andy megkezdheti a kutatást Whisky után.
A kutatása nem tart sokáig, mert elfogják, és bebörtönzik a kutyájával közös cellába, ahonnét sikerül megszökniük. Eközben az árnyékszörnyek felfedezik a varázskövet, mely Andy és az amigók erejét adja. A Sötétség ura elpusztítja, így fosztva meg hatalmuktól a betolakodókat. Andy újra menekülni kényszerül az árnyak elől. Véletlenül a mélybe zuhan, ahol lenyeli őt egészben az a szörnyeteg, aki a fegyvereit is megette. Andy a szörny hasában találja meg a fegyverét, amivel ki is robbantja magát a szörnyeteg gyomrából. Összetalálkozik a Sötétség urának ormányos szolgálójával, aki elmondja neki, hogy a Sötétség Szívét csakis a szétzúzott varázskővel lehet elpusztítani. Miközben Andy az utolsó darabot gyűjti be a hídról, a szolga elárulja őt, és Whiskyt a portálba taszítja.
Számtalan árnyékszörnyeteg és legyőzése után Andy megszerzi az utolsó darabot, majd az amigók segítségével újra működésbe hozza a követ. A Sötétség ura figyelmeztetése ellenére Andy a portálba dobja a követ, mire a kastély bomlásnak indul. A Sötétség ura a portálba zuhan, de sikerül magával rántania Andyt is. A végső összecsapást már a Sötétség Szívében vívják meg. Andy győzedelmeskedik, majd egy ajtó nyikorgását hallva vörös szemeket pillant meg. A végső csapás előtt azonban a villanyt felkapcsolják, és Andy a kutyájával együtt a faházikójában találja magát. Rájött, hogy végig csak képzelődött. Édesanyja hívja vacsorázni.
Egy jó éjt puszi után Andy aludni tér. Miután kicsit megtréfálja a kutyáját, vonakodva, de leoltja villanyt, ezzel jelezve, hogy már nem fél többé a sötétben. Eközben az amigók megtalálják Andy gépének roncsait, bizonyítva ezzel, hogy a kisfiú nem képzelődött.
|  | Itt a vége a cselekmény részletezésének! |

## Fogadtatás
A Heart of Darkness fejlesztése hat évet vett igénybe. Ez az idő a játék grafikájának elkészítésével, az aláfestő zenék rögzítésével és az FMV-munkálatokkal telt el. A kritikák pozitívak voltak, bár a játék rövidségét és a gyenge felbontását több kritikus is kihangsúlyozta. A játék elkészítése után az Amazing Studio bezárta kapuit. Következő játékötletükből inkább animációs filmet forgattak. Ez a film lett a Kaena: A prófécia.
Magyar lapok közül a PC ZED magazin írt a Heart of Darknessről a magazin 1998 szeptemberében megjelent számában. Zotyo kihangsúlyozta az igényes és aprólékos grafikát, az élvezetes átvezető animációkat, a zenét és a hangot. A szerkesztő végül 90%-ra értékelte, és úgy beszélt róla, hogy méltó örököse lehet a nagyszerű elődjének.

## Külső hivatkozások
- Heart of Darkness a GameSpot oldalán